# Divizia Națională 2020-2021
La Divizia Națională 2020-2021 è stata la 30ª edizione della massima serie del campionato moldavo di calcio. La stagione sarebbe dovuta iniziare il 14 marzo per terminare il 7 novembre 2020, ma l'avvio è stato successivamente rinviato al 3 luglio a causa della pandemia di COVID-19. Il 20 marzo 2021, la Federazione moldava ha sospeso a tempo indeterminato tutte le competizione nazionali, a causa dell'aumento di contagio da COVID-19. Il campionato è ripreso l'11 aprile ed è terminato il 26 maggio successivo.
Lo Sheriff Tiraspol, squadra campione in carica, si è riconfermata conquistando il titolo per la diciannovesima volta nella sua storia, la sesta consecutiva.

## Stagione

### Novità
Al termine Divizia Națională 2019 non vi è stata alcuna retrocessione. Dalla Divizia A 2019 sono stati promossi Dacia Buiucani e Florești. Tuttavia, alla vigilia del sorteggio del campionato, allo Zimbru Chișinău non è stata concessa la licenza nazionale, comportandone l'esclusione e la conseguente riduzione da dieci a nove del numero di squadre partecipanti al campionato.
Dopo una lunga sospensione dell'attività sportiva causata dell'emergenza dovuta alla pandemia di COVID-19, la FMF ha stabilito che il campionato sarebbe iniziato il 3 luglio 2020. La Federazione moldava ha inoltre deciso, complice il ritardo causato dalla pandemia, di modificare il calendario: la stagione avrebbe avuto inizio nel mese di luglio e sarebbe terminata la primavera dell'anno successivo, come il precedente format abbandonato nel 2017. A seguito del cambio di format, lo Zimbru Chișinău, precedentemente estromesso dal torneo, ha potuto ripresentare la domanda di ammissione al campionato, venendo successivamente riammesso, riportando nuovamente a dieci il numero di squadre partecipanti.

### Formato
Le dieci squadre si affrontano quattro volte, per un totale di trentasei partite. La squadra campione di Moldavia si qualifica al primo turno di qualificazione della UEFA Champions League 2021-2022, la seconda e la terza classificata si qualificano al primo turno di qualificazione della UEFA Europa Conference League 2021-2022, mentre la squadra ultima classificata retrocede in Divizia A.

## Squadre partecipanti
| Club               | Stagione | Città     | Stadio              | Stagione precedente           |
| ------------------ | -------- | --------- | ------------------- | ----------------------------- |
| Codru Lozova       |          | Lozova    | Nicolae Simatoc     | 8º posto in Divizia Națională |
| Dacia Buiucani     |          | Chișinău  | Zimbru-2            | 2º posto in Divizia A         |
| Dinamo-Auto        |          | Tiraspol  | Dinamo-Auto         | 4º posto in Divizia Națională |
| Florești           |          | Florești  | Orășenesc (Tighina) | 1º posto in Divizia A         |
| Milsami Orhei      |          | Orhei     | CSR Orhei           | 5º posto in Divizia Națională |
| Petrocub Hîncești  |          | Hîncești  | Orășenesc           | 3º posto in Divizia Națională |
| Sfîntul Gheorghe   |          | Suruceni  | Suruceni            | 2º posto in Divizia Națională |
| Sheriff Tiraspol   | dettagli | Tiraspol  | Sheriff Stadium     | Campione di Moldavia          |
| Speranța Nisporeni |          | Nisporeni | CSR Orhei (Orhei)   | 6º posto in Divizia Națională |
| Zimbru Chișinău    |          | Chișinău  | Zimbru              | 7º posto in Divizia Națională |

## Allenatori e primatisti
| Squadra            | Allenatore                                                                    | Giocatore più presente (tra parentesi il numero delle presenze) | Capocannoniere (tra parentesi il numero dei gol segnati) |
| ------------------ | ----------------------------------------------------------------------------- | --------------------------------------------------------------- | -------------------------------------------------------- |
| Codru Lozova       | Sergiu Chirilov (1ª-21ª) Alexei Savinov (21ª-36ª)                             | Ion Sandu (29)                                                  | Marius Manole, Artëm Pestrjakov (3)                      |
| Dacia Buiucani     | Andrei Martin                                                                 | Dumitru Coval, Vadim Crîcimari (35)                             | Vadim Crîcimari (10)                                     |
| Dinamo-Auto        | Igor' Dobrovol'skij                                                           | Jehor Kondratjuk, Maxim Mihaliov (34)                           | Maxim Mihaliov (12)                                      |
| Florești           | Jurij Hrošev                                                                  | Dmitri Semirov (33)                                             | Andrei Cobeț (11)                                        |
| Milsami Orhei      | Serghei Dubrovin                                                              | Alexandru Antoniuc (36)                                         | Alexandru Antoniuc (15)                                  |
| Petrocub Hîncești  | Lilian Popescu                                                                | Ion Jardan, Iaser Țurcan (35)                                   | Vladimir Ambros (16)                                     |
| Sfîntul Gheorghe   | Serghei Cebotari                                                              | Victor Stînă (32)                                               | Raman Volkaŭ (12)                                        |
| Sheriff Tiraspol   | Zoran Zekić (1ª-15ª) Victor Mikhailov (16ª-21ª) Jurij Vernydub (11ª, 22ª-36ª) | Frank Castañeda (35)                                            | Frank Castañeda (28)                                     |
| Speranța Nisporeni | Iurie Osipenco (1ª-21ª) Volodymyr Prokopynenko (22ª-36ª)                      | Andrij Jakovljev (30)                                           | Serghei Trofan (5)                                       |
| Zimbru Chișinău    | Vlad Goian (1ª-13ª) Simeon Bulgaru (14ª-21ª) Vlad Goian (22ª-36ª)             | Alexei Ciopa (34)                                               | Artur Pătraș (10)                                        |

## Classifica finale
|  | Pos. | Squadra            | Pt | G  | V  | N  | P  | GF  | GS  | DR   |
|  | ---- | ------------------ | -- | -- | -- | -- | -- | --- | --- | ---- |
|  | 1.   | Sheriff Tiraspol   | 99 | 36 | 32 | 3  | 1  | 116 | 7   | +109 |
|  | 2.   | Petrocub Hîncești  | 83 | 36 | 25 | 8  | 3  | 82  | 18  | +64  |
|  | 3.   | Milsami Orhei      | 73 | 36 | 22 | 7  | 7  | 71  | 37  | +34  |
|  | 4.   | Sfîntul Gheorghe   | 67 | 36 | 21 | 4  | 11 | 65  | 43  | +22  |
|  | 5.   | Dacia Buiucani     | 48 | 36 | 13 | 9  | 14 | 44  | 45  | -1   |
|  | 6.   | Dinamo-Auto        | 48 | 36 | 11 | 12 | 12 | 53  | 58  | -5   |
|  | 7.   | Florești           | 32 | 36 | 9  | 5  | 22 | 37  | 85  | -48  |
|  | 8.   | Zimbru Chișinău    | 25 | 36 | 6  | 7  | 23 | 39  | 63  | -24  |
|  | 9.   | Speranța Nisporeni | 23 | 36 | 5  | 8  | 23 | 29  | 87  | -58  |
|  | 10.  | Codru Lozova       | 9  | 36 | 2  | 3  | 31 | 26  | 119 | -93  |

Legenda:
      Campione di Moldavia e ammessa alla UEFA Champions League 2021-2022.
      Ammesse alla UEFA Europa Conference League 2021-2022.
      Esclusa a campionato in corso.
      Retrocesse in Divizia A 2021-2022.

## Risultati

### Partite (1-18)
|                    | Cod  | Dac  | Din  | Flo  | Mil  | Pet  | Sfî  | She  | Spe  | Zim  |
| ------------------ | ---- | ---- | ---- | ---- | ---- | ---- | ---- | ---- | ---- | ---- |
| Codru Lozova       | –––– | 0-1  | 1-4  | 1-1  | 1-4  | 1-4  | 0-0  | 1-2  | 0-1  | 0-2  |
| Dacia Buiucani     | 4-0  | –––– | 4-0  | 2-0  | 0-0  | 0-0  | 0-4  | 0-3  | 0-3  | 2-1  |
| Dinamo-Auto        | 7-0  | 1-0  | –––– | 3-1  | 1-1  | 1-1  | 0-1  | 1-2  | 3-3  | 1-1  |
| Florești           | 1-0  | 1-0  | 0-5  | –––– | 0-4  | 0-4  | 1-4  | 0-1  | 1-1  | 1-0  |
| Milsami Orhei      | 3-1  | 2-0  | 1-0  | 3-0  | –––– | 0-0  | 1-1  | 0-1  | 3-0  | 2-0  |
| Petrocub Hîncești  | 7-0  | 2-0  | 3-1  | 4-0  | 1-2  | –––– | 1-0  | 1-0  | 2-0  | 2-0  |
| Sfîntul Gheorghe   | 5-1  | 2-1  | 1-1  | 2-0  | 3-1  | 0-4  | –––– | 0-1  | 1-0  | 2-0  |
| Sheriff Tiraspol   | 6-0  | 0-0  | 6-0  | 5-0  | 1-0  | 4-1  | 4-1  | –––– | 2-0  | 2-0  |
| Speranța Nisporeni | 3-0  | 0-0  | 1-2  | 0-0  | 0-1  | 1-4  | 0-2  | 1-2  | –––– | 2-2  |
| Zimbru Chișinău    | 3-1  | 0-1  | 0-0  | 0-2  | 0-1  | 0-1  | 1-3  | 0-4  | 0-2  | –––– |

### Partite (19-36)
|                    | Cod  | Dac  | Din  | Flo  | Mil  | Pet  | Sfî  | She  | Spe  | Zim  |
| ------------------ | ---- | ---- | ---- | ---- | ---- | ---- | ---- | ---- | ---- | ---- |
| Codru Lozova       | –––– | 0-4  | 0-2  | 2-1  | 2-4  | 1-9  | 1-2  | 0-6  | 1-2  | 1-5  |
| Dacia Buiucani     | 5-1  | –––– | 2-1  | 2-2  | 0-0  | 1-2  | 1-0  | 0-4  | 4-1  | 1-1  |
| Dinamo-Auto        | 1-0  | 1-1  | –––– | 2-1  | 2-0  | 0-0  | 0-2  | 0-7  | 0-0  | 3-0  |
| Florești           | 2-1  | 2-0  | 4-1  | –––– | 2-5  | 0-1  | 0-4  | 0-3  | 4-4  | 3-1  |
| Milsami Orhei      | 7-2  | 3-0  | 2-2  | 3-2  | –––– | 1-3  | 2-1  | 0-1  | 3-0  | 2-1  |
| Petrocub Hîncești  | 1-0  | 4-1  | 1-1  | 4-0  | 1-1  | –––– | 2-0  | 0-1  | 3-0  | 3-0  |
| Sfîntul Gheorghe   | 2-2  | 2-0  | 3-1  | 3-2  | 1-3  | 0-3  | –––– | 0-2  | 3-0  | 4-3  |
| Sheriff Tiraspol   | 6-0  | 1-1  | 7-0  | 6-0  | 6-0  | 0-0  | 2-0  | –––– | 3-0  | 4-0  |
| Speranța Nisporeni | 0-3  | 0-3  | 0-4  | 1-3  | 0-4  | 1-3  | 0-3  | 0-10 | –––– | 2-2  |
| Zimbru Chișinău    | 2-1  | 1-3  | 1-1  | 3-0  | 1-2  | 0-0  | 2-3  | 0-1  | 6-0  | –––– |

## Spareggio promozione/retrocessione
Allo spareggio promozione/retrocessione sarebbero state ammesse la nona classificata in Divizia Națională e la seconda classificata in Divizia A 2020-2021, ma, in seguito all'esclusione dal campionato dello Speranța Nisporeni, la gara è stata annullata.

## Statistiche

### Capoliste solitarie
|    | ——               | —— | —— | —— | —— | —— | —— | —— | ——  | ——  | ——  | ——  | ——  | ——  | ——  | ——  | ——  | ——  | ——  | ——  | ——  | ——  | ——  | ——  | ——  | ——  | ——  | ——  | ——  | ——  | ——  | ——  | ——  | ——  | ——  | —— |  |
|    | Sheriff Tiraspol |    |    |    |    |    |    |    |     |     |     |     |     |     |     |     |     |     |     |     |     |     |     |     |     |     |     |     |     |     |     |     |     |     |     |    |  |
|    |                  |    |    |    |    |    |    |    |     |     |     |     |     |     |     |     |     |     |     |     |     |     |     |     |     |     |     |     |     |     |     |     |     |     |     |    |  |
|    |                  |    |    |    |    |    |    |    |     |     |     |     |     |     |     |     |     |     |     |     |     |     |     |     |     |     |     |     |     |     |     |     |     |     |     |    |  |
| 1ª | 2ª               | 3ª | 4ª | 5ª | 6ª | 7ª | 8ª | 9ª | 10ª | 11ª | 12ª | 13ª | 14ª | 15ª | 16ª | 17ª | 18ª | 19ª | 20ª | 21ª | 22ª | 23ª | 24ª | 25ª | 26ª | 27ª | 28ª | 29ª | 30ª | 31ª | 32ª | 33ª | 34ª | 35ª | 36ª |    |  |

### Classifica marcatori
| Gol |  |  | Giocatore          | Squadra           |
| --- |  |  | ------------------ | ----------------- |
| 28  |  |  | Frank Castañeda    | Sheriff Tiraspol  |
| 16  |  |  | Vladimir Ambros    | Petrocub Hîncești |
| 15  |  |  | Alexandru Antoniuc | Milsami Orhei     |
| 12  |  |  | Raman Volkaŭ       | Sfîntul Gheorghe  |
| 12  |  |  | Maxim Mihaliov     | Dinamo-Auto       |
| 11  |  |  | Andrei Cobeț       | Florești          |
| 11  |  |  | Sergiu Plătică     | Petrocub Hîncești |
| 10  |  |  | Vadim Crîcimari    | Dacia Buiucani    |
| 10  |  |  | Dīmītrīs Kolovos   | Sheriff Tiraspol  |
| 10  |  |  | Artur Pătraș       | Zimbru Chișinău   |
| 10  |  |  | Artiom Puntus      | Milsami Orhei     |
| 9   |  |  | Adama Traoré       | Sheriff Tiraspol  |
| 9   |  |  | Lovro Bizjak       | Sheriff Tiraspol  |
| 9   |  |  | Iaser Țurcan       | Petrocub Hîncești |